# لیگ دسته اول فوتبال اسکاتلند
 لیگ دسته اول فوتبال اسکاتلند  (به انگلیسی: Scottish Football League First Division) دومین لیگ معتبر فوتبال در کشور اسکاتلند است که از ۱۹۷۵ تا ۲۰۱۳ در این کشور برگزار می‌شد. این لیگ از ۱۰ تیم که از سراسر اسکاتلند در آن شرکت می‌کنند برگزار می‌شد.
تیم‌های صعودکننده این لیگ به لیگ برتر فوتبال اسکاتلند و تیم‌های سقوط‌کننده به لیگ دسته دوم فوتبال اسکاتلند تنزل میافتند.